# 1764
Năm 1764 (số La Mã: MDCCLXIV) là một năm nhuận bắt đầu vào Chủ Nhật trong lịch Gregory (hoặc một năm nhuận bắt đầu từ ngày thứ năm của lịch Julius chậm hơn 11 ngày).

## Sự kiện
James Hargreaves sáng chế ra máy kéo sợi và  lấy tên con gái mình đặt cho máy, gọi là máy kéo sợi Jenny.

## Mất
- Christian Goldbach - Nhà toán học Đức.